# Максим V Константинополски
Максим V Константинополски (на гръцки: Πατριάρχης Μάξιμος Ε΄ със светско име Максимос Вапордзис на гръцки: Μάξιμος Βαπορτζῆς) е православен епископ, 267-ми вселенски патриарх в Цариград за кратко в началото на студената война. Ключова фигура в свалянето на българската схизма и разрешаването на Кипърския църковен въпрос, вече като вселенски патриарх прави официално посещение в Гърция през май 1947 г. и отказва да вземе страна в бушуващата гражданска война в страната, въпреки тържественото му посрещане от краля. Под силен натиск от турските и гръцките власти абдикира и неговият заместник Атинагор I Константинополски пристига в Истанбул с частния самолет на Хари Труман.
Вселенски патриарх от 20 февруари 1946 г. до 19 октомври 1948 г. Завършва Халкинската семинария и през 1920 г. става патриаршески архидякон. На 1 януари 1928 г. в катедралния храм „Свети Георги“ вселенският патриарх Василий III Константинополски го въвежда в архимандритски сан.
На 8 февруари 1930 г. с решение на Светия синод на Константинополската православна църква е избран за Филаделфийски митрополит, а на 9 март 1930 г. е извършена епископската му хиротония в Патриаршеската катедрала "Св. Георги", която се оглавява от вселенския патриарх Фотий II Константинополски. В периода от 9 септември 1931 г. до 28 юни 1932 г. е временно Велик протосингел на Цариградската патриаршия. На 28 юни 1932 г. е избран за Халкидонски митрополит.
След смъртта на патриарх Фотий II на 29 декември 1935 г. митрополит Максим е фаворит за нов патриарх, но валията на Истанбул отхвърля кандидатурата му. По време на следващото патриаршество на Вениамин Константинополски митрополит Максим е негов главен съветник.
След абдикацията си е маргинализиран и държан в изолация. Умира 22 години след абдикацията си и е погребан Храма на Живоносния източник.